# Moaré (szövet)

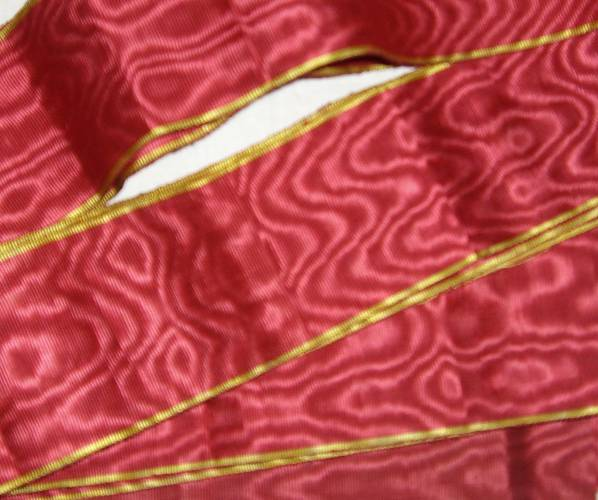
Moaré mintázatú szalagok

A moaré (eredeti francia írásmóddal: moiré) szó jelentése: habos. A moaré szövet olyan szövet, amelynek felületén a víztükör habzásához – vagy más megközelítésben: a fa hosszmetszetéhez – hasonló fényhatású mintázat jelenik meg.
A moaré szöveteket leggyakrabban selyemből készítik, de előfordulnak gyapjú-, pamut- és mesterséges szálasanyagokból készült-szövetek is ilyen díszítéssel. A moaré-hatás legszebben az erőteljesen bordázott szerkezetű ripszkötésű szöveteken érvényesül. Ennek érdekében vékony láncfonalakat és vastagabb vetülékfonalakat alkalmaznak a szövésnél. A moaré mintázatot általában a szövet kikészítése során hozzák létre.

## Gyártási eljárás
A moaré hatást alapvetően kétféle kikészítési eljárással érhetik el.
- Az ún valódi moaré készítéséhez kalandert[Megj. 1] használnak. Az előzőleg megszínezett szövetet hosszában, színoldalával befelé félbehajtva vezetik a kalanderhengerek közé, amely a szövet két szembe fordított oldalának bordázottságát szabálytalanul egymásba préseli, így alakítva ki a jellegzetes fényhatást. Ugyanezt a hatást érik el úgy is, ha két teljes szélességű (nem félbehajtott) szövetet fektetnek egymásra színoldalukkal egymás felé, és így vezetik be azokat a kalanderhengerek közé.
- Az ún. hamis moaré készítésénél (ez az ún. gofrázs eljárás) olyan hengereket alkalmaznak a kalanderen, amelyek felületén véséssel alakítják ki a kívánt mintázatot. Kalanderezéskor ez a mintázat belenyomódik a szövetbe. Ennek hátránya, hogy a vésett henger kerületének megfelelően szakaszosan ismétlődik a mintázat, ellentétben a valódi moaréval, ahol az teljesen véletlenszerűen alakul a szövet hossza mentén.

A moaré díszítés hátránya, hogy általában nem tartós, többszöri mosás hatására – hacsak nem szintetikus szálakból készült szövetről van szó, amelybe a hőrögzítés tartóssá teszi a hatást – előbb-utóbb eltűnik.
A moaré-szöveteket elsősorban elegáns ruhaanyagként, esetleg belső függönyként használják. A kitüntetések vállszalagjaihoz hagyományosan moaré mintás selyemszalagokat használnak fel.